# Kasenetz-Katz Singing Orchestral Circus
Kasenetz-Katz Singing Orchestral Circus fue un supergrupo de música bubblegum pop creado por los productores discográficos Jerry Kasenetz y Jeff Katz, formado por varios grupos de Super K Production.

## Reparto original de grabación
Para su primer álbum, el concepto ficticio fue tomar ocho bandas de música de la producción Kasenetz-Katz y juntarlos en una producción "en vivo" en el Carnegie Hall el 7 de junio de 1968. Esto fueron:
- 1910 Fruitgum Company
- Ohio Express
- Music Explosion
- Lt. Garcia's Magic Music Box
- Teri Nelson Group
- 1989 Musical Marching Zoo
- J.C.W. Rat Finks
- St. Louis Invisible Marching Band

Según la parte interior de la cubierta anota que fueron 46 miembros. Sin embargo, la portada solo muestra 33 miembros (incluyendo a Kasenetz y Katz en traje de etiqueta) mientras la parte interior solo muestra las fotografías de 37 (excluyendo la ficticia St. Louis Invisible Marching Band, representada por un espacio en blanco).
Hubo 10 canciones realizadas en el estudio de grabación para este LP (sin incluir las pistas de los diálogos), audiencias en vivo fueron grabadas en "Little Bit Of Soul" y "Simon Says".

### Miembros
Para empeorar la confusión del verdadero total de participantes, el LP muestra una página de timbres postales de cada miembro del "supergrupo", incluyendo sus nombres y al grupo que perteneces. Los miembros del Teri Nelson Group (excepto la misma Teri Nelson) son mostrados como miembros de la INVISIBLE BAND.
El lado 2 inicia con el vocalista de Music Explosion llamado Jamie Lyons anunciando a los miembros individuales de los grupos más nuevos o menos conocidos. Algunos de los miembros mencionados no corresponden a los de los timbres..

## Segundo álbum
En el segundo esfuerzo de Super K (renombrado "Kasenetz-Katz Super Circus"), se redujo la participación a cinco grupos. Estos fueron The 1910 Fruitgum Company, Ohio Express, Music Explosion, Shadows Of Knight (de nueva adquisición de Buddah Records) y Professor Morrison's Lollipop (del sello White Whale). Sin embargo las canciones fueron grabadas por músico de sesión con la participación del vocalista principal de Ohio Express Joey Levine.
A diferencia del primer álbum, este fue más bien una sesión de grabación de estudio. Alcanzaron el Top 25 con el éxito "Quick Joey Small (Run Joey Run)". También incluyeron de Shadows Of Knight's su éxito menor llamado "Shake", pero las voz de Levine reemplando a la de Jim Sohns de la versión original.

## Después de 1969
Después del fallido intento de combinar la música de bubblegum music con la de compositores como Beethoven, Mozart y otros con el álbum Classical Smoke (como "Kasenetz-Katz Orchestral Circus"), el concepto de K-K surgió ocasionalmente en la década de 1970 pero finalizó con un sencillo en 1977.

## 2009
Kasenetz y Katz lanzaron su nueva banda en 2009 llamada Kasenetz and Katz Allstarz Band, presentando a Jaymee Lynn Frankel, Lianne Frankel, Lisa Ganz, Kiirstin Calister-Kuhi, Donna & Laura Macaluso, Don Chaffin y otros.

## Discografía y posiciones en el Billboard

### Sencillo
- "Down In Tennessee" (#124) / "Mrs. Green" -- Buddah 52—7/68
- "Quick Joey Small (Run Joey Run)" (#25) / "(Poor Old) Mr. Jensen" -- Buddah 64—10/68
- "I'm In Love With You" (#105) / "To You, With Love" -- Buddah 82—1/69

Shown as by "Kasenetz-Katz Super Cirkus"; lado B es un extracto del A grabado en reversa y a 16 RPM
- "Embrasez-Moi" / "Mrs. Green" -- Buddah 90—1969
- "When He Comes" / "Ah-La" -- Bell 966—1970

Shown as by "Kasenetz-Katz Fighter Squadron"
- "Bubblegum March" / "Dong-Dong-Diki-Di-Ki-Dong" -- Super K 109—1970
- "Symphony #9" / "Blue Danube Waltz" -- Super K (# unknown) -- 1971

Shown as by "Kasenetz-Katz Orchestral Circus"
- "Mama Lu" / "Collide" -- MagnaGlide 329—1975

Shown as by "Kasenetz-Katz Super Cirkus"
- "Heart Get Ready For Love" / "Jungle Junk" -- Epic 50443—1977

Shown as by "K & K Super Cirkus"

### Álbumes
- Kasenetz-Katz Singing Orchestral Circus -- Buddah BDS-5020—1968

Intro / We Can Work It Out/Count Dracula / Place In The Sun/Jamie Lyons Intro. / You've Lost That Lovin' Feeling / (Poor Old) Mr. Jensen / Down In Tennessee / Intro (Jamie Lyons introduces the new groups) / Little Bit Of Soul / Simon Says / Latin Shake / Mrs. Green / Hey Joe / Yesterday/All Gone ("Taps")
- Kasenetz-Katz Super Circus -- Buddah BDS-5028—1968

Quick Joey Small (Run Joey Run) / Let Me Introduce You (To The Kasenetz-Katz Orchestral Circus) / Easy To Love / Log On Fire / Shake / I'm In Love With You / New York Woman / Up In The Air / I Got It Bad Your You / Down At Lulu's / The Super Circus
- Classical Smoke (Kasenetz-Katz Orchestral Circus) -- Super K SKS-6001—1969

Symphony #9 /G Minor Symphony / Evening Star / Fugue / La Traviata / New World Symphony / Bouree / Nocturne / Blue Danube Waltz / Orgy Of Lust / String Quartet